# Darkwind
Darkwind – fiński zespół powermetalowy, założony w 1990 r. Są jednymi z prekursorów grania powerowego, z wokalistą pochodzenia polskiego – Marcinem Kubicą.

## Skład

### Obecny skład zespołu
- Marcin "Nagash"  Kubica – śpiew
- Janne "Darkman" Turopainen – gitara
- Marco – instrumenty klawiszowe
- Toni – gitara basowa
- Przemo – perkusja

### Byli członkowie zespołu
- Lisa – śpiew

## Dyskografia
- Sword Of Passion (1991)
- Alone (1993)
- Kill The Deamon (1996)
- Love Is A Danger, Love Is A Stranger (1997)
- The Dragon's Book (1998)
- Resurrection (2002)
- Music For Next Generation [Limited Album] (2001)
- The Last Procession (2004)
- Mother Gaia [nie wydany] (2005)